# 조사역
조사역(일본어: 帖佐駅)은 일본 가고시마현 아이라시에 있는 규슈 여객철도 닛포 본선의 역이다. 단선 · 섬식의 형태를 합친 복합 구조의 철도 역사이다.

## 이용 현황
| 연도     | 하루 평균 승차 인원 | 연도     | 하루 평균 승차 인원 |
| 2004년도 | 2,698명             | 2007년도 | 2,720명             |
| 2005년도 | 2,770명             | 2008년도 | 2,617명             |
| 2006년도 | 2,715명             | 2009년도 | 2,524명             |
| -------- | ------------------- | -------- | ------------------- |

## 역 주변
- 아이라 시청
- 아이라 시립 도서관
- 국도 제10호선
- 가고시마 현 종합운전면허시험장

## 역사
- 1926년 4월 1일 : 개업.
- 1987년 4월 1일 : 민영화에 의해, 규슈 여객철도로 이관.

## 인접 정차역
| 닛포 본선        | 닛포 본선   | 닛포 본선                |
| ---------------- | ----------- | ------------------------ |
| 긴코 고쿠라 방면 | ■ 닛포 본선 | 아이라 가고시마추오 방면 |